# The Passing of Wolf MacLean
The Passing of Wolf MacLean er en amerikansk stumfilm fra 1924 instrueret af Paul Hurst.

## Medvirkende
- Jack Mower som Wolf MacLean
- Johnny Fox som Benny Granger
- Alma Rayford som Alice Granger
- Mark Fenton som Bert Granger
- Al Hallett som Parson Dan Williams